# Molteplicità
In filosofia, la molteplicità è la pluralità degli enti considerata dal punto di vista quantitativo; si distingue perciò il molteplice, in quanto composto da una varietà di enti diversi, dall'unità di ciò che è univoco, in quanto identico a se stesso.
In ogni ambito del sapere si fa riferimento, in vario modo, alla nozione di molteplicità; comune a tutti è la concezione filosofica, per la quale la molteplicità è la caratteristica essenziale della realtà, che la identifica e la distingue, in particolare in contrapposizione all'Ente supremo, considerato ad es. come sostanza o Idea in Platone, Spirito o Essere in Hegel, ovvero Dio, il quale ha la caratteristica dell'univocità.
Il ragionamento filosofico sulla molteplicità ambisce ad orientare le varie considerazioni che su di essa operano le scienze particolari.

## Etimologia
Il termine molteplicità deriva dal latino tardo multiplicitas ed appartiene ad una grande famiglia di termini ampiamente diffusi in tutte le lingue indoeuropee, che si fanno risalire ad una radice ricostruita come *plek-.

## Storia
Il tema della molteplicità, contrapposto a quello dell'Uno menzionato la prima volta da Parmenide, fu trattato in particolare dai filosofi pluralisti come Empedocle, Anassagora, e poi gli atomisti Democrito e Leucippo.

### Platonismo
Platone individua nel numero la sorgente della molteplicità: il numero è uno e molti insieme, e rappresenta l'ordine di una molteplicità determinata.
Pur ammettendo l'esistenza di un dualismo fra mondo delle idee e dimensione corporea, il platonismo tenderà ad attribuire all'Uno un primato ontologico e gnoseologico sui molti, sebbene non mancano autori come Giordano Bruno che dal monismo platonico dedurranno per via filosofica la concezione astronomica di una pluralità dei mondi.

### Kant
In Kant, il molteplice (Mannigfaltig) rappresenta il materiale grezzo della conoscenza, ordinato dalle forme a priori della sensibilità e dell'intelletto.